# Ренсселіер (Міссурі)
Ренсселіер (англ. Rensselaer) — селище (англ. village) в США, в окрузі Роллс штату Міссурі. Населення — 253 особи (2020).

## Географія
Ренсселіер розташований за координатами 39°40′11″ пн. ш. 91°32′20″ зх. д. / 39.66972° пн. ш. 91.53889° зх. д. (39.669671, -91.538918).  За даними Бюро перепису населення США в 2010 році селище мало площу 5,20 км², з яких 5,06 км² — суходіл та 0,14 км² — водойми.

## Демографія
Згідно з переписом 2010 року, у селищі мешкало 228 осіб у 78 домогосподарствах у складі 61 родини. Густота населення становила 44 особи/км².  Було 87 помешкань (17/км²).
Расовий склад населення:
| - 100,0 % — білих |

До двох чи більше рас належало 0,0 %. Частка іспаномовних становила 0,4 % від усіх жителів.
За віковим діапазоном населення розподілялося таким чином: 28,9 % — особи молодші 18 років, 61,9 % — особи у віці 18—64 років, 9,2 % — особи у віці 65 років та старші. Медіана віку мешканця становила 34,5 року. На 100 осіб жіночої статі у селищі припадало 98,3 чоловіків;  на 100 жінок у віці від 18 років та старших — 107,7 чоловіків також старших 18 років.
Середній дохід на одне домашнє господарство  становив 65 488 доларів США (медіана — 49 167), а середній дохід на одну сім'ю — 69 894 долари (медіана — 65 750). За межею бідності перебувало 24,0 % осіб, у тому числі 28,6 % дітей у віці до 18 років та 11,1 % осіб у віці 65 років та старших.
Цивільне працевлаштоване населення становило 122 особи. Основні галузі зайнятості: освіта, охорона здоров'я та соціальна допомога — 20,5 %, транспорт — 13,9 %, публічна адміністрація — 13,9 %.